# 바이어슈트라스 제타 함수

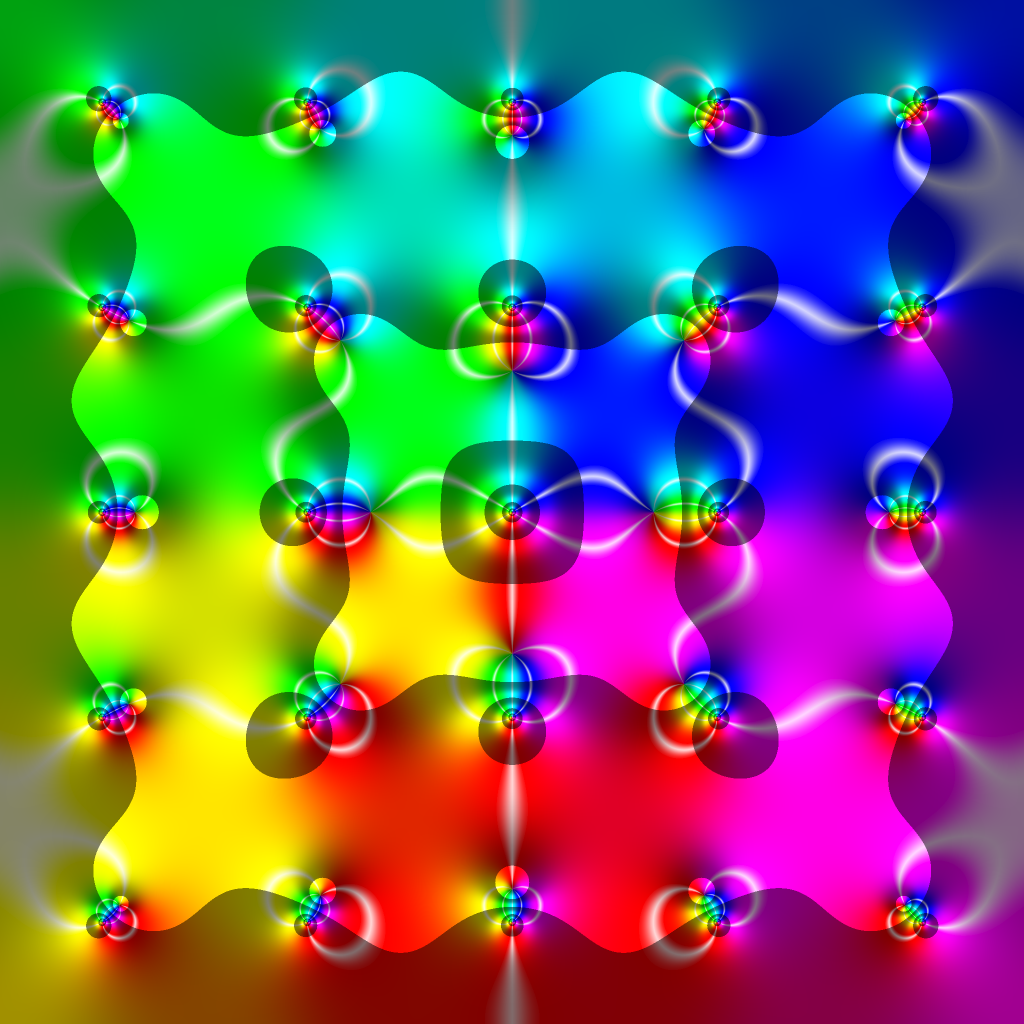
복소평면 상에서 바이어슈트라스 제타 함수의 색 그래프

바이어슈트라스 제타 함수(Weierstrass Zeta Function)    {\displaystyle \zeta (z;g_{2},g_{3})} 는 
{\displaystyle {{d\zeta (z;g_{2},g_{3})} \over {dz}}=-\wp (z;g_{2},g_{3})}로 정의될수있는 준 주기 함수이다.  이를 무한 급수로 다음과 같이 나타낼 수 있다:
{\displaystyle \operatorname {\zeta } {(z;\Lambda )}={\frac {\sigma '(z;\Lambda )}{\sigma (z;\Lambda )}}={\frac {1}{z}}+\sum _{w\in \Lambda ^{*}}\left({\frac {1}{z-w}}+{\frac {1}{w}}+{\frac {z}{w^{2}}}\right)}
이를 종종 아이젠슈타인 급수들이 들어간 무한 급수로 나타내기도 한다:
{\displaystyle \operatorname {\zeta } {(z;\Lambda )}={\frac {1}{z}}-\sum _{k=1}^{\infty }{\mathcal {G}}_{2k+2}(\Lambda )z^{2k+1}}
여기서 {\displaystyle {\mathcal {G}}_{2k+2}}는 가중치 2k + 2인 아이젠슈타인 급수이다.
바이어슈트라스 제타 함수는 바이어슈트라스 타원 함수(Weierstrass Elliptic Function)와 주되게 관련되어 나타나는 특수 함수로,
또한 특히 다른 바이어슈트라스 함수들(바이어슈트라스 함수 패밀리)과의 연관성을  복소변수들의 정보로 일관되게 보여준다.
카를 바이어슈트라스의 이름에서 유래한 함수이다. 바이어슈트라스 제타 함수는 정수론과 밀접한 연관이 있는 리만 제타 함수와 혼동되어서는 안 된다.
{\displaystyle \wp (z;g_{2},g_{3})}은   바이어슈트라스 타원 함수{\displaystyle \wp (z;\omega _{1},\omega _{2})}를{\displaystyle g_{2},g_{3}}의 불변량(invariant)으로 취한 값이다.
이러한 홀함수(odd function)의 성질을 갖는 {\displaystyle \zeta (z)}에서
{\displaystyle \wp (z+2\omega _{1})=\wp (z)}로 부터
{\displaystyle \zeta (z+2\omega _{1})=\zeta (z)+2\eta _{1}}이다.
{\displaystyle z=-\omega _{1}}를 예약하면,
{\displaystyle \zeta (-\omega _{1})+2\eta _{1}=-\zeta (\omega _{1})+2\eta _{1}}
{\displaystyle \eta _{1}=\zeta (\omega _{1})}
{\displaystyle \eta _{2}=\zeta (\omega _{2})}
{\displaystyle \eta _{1}\omega _{2}-\eta _{2}\omega _{1}={1 \over 2}\pi i\qquad }   휘태커와 왓슨 (Whittaker and Watson, 1990)
{\displaystyle \eta \;}는 바이어슈트라스 에타 함수(Weierstrass Eta Function)
바이어슈트라스 에타 함수는 데데킨트 에타 함수와 혼동해서는 안 된다. 그리고 디리클레 에타 함수와도 다르니 주의해야 한다.
또한,
{\displaystyle \zeta (z;g_{2},g_{3})={{d\ln \sigma (z;g_{2},g_{3})} \over {dz}}\qquad } {\displaystyle \sigma (z;g_{2},g_{3})}는{\displaystyle \sigma (z;\omega _{2},\omega _{3})} 의  바이어슈트라스 시그마 함수

## 바이어슈트라스 함수 패밀리(family)
- 바이어슈트라스 시그마 함수
- 바이어슈트라스 에타 함수
- 바이어슈트라스 제타 함수
- 바이어슈트라스 P-함수
- 바이어슈트라스 타원 함수

## 같이 보기
- 아이젠슈타인 열
- 아이젠슈타인 정수
- 바이어슈트라스 함수
- 타원함수
- 오메가 상수
- 복소해석학
- {\displaystyle j}-불변량